# Lijst van golfbanen in Wales
Deze lijst van golfbanen in Wales geeft een overzicht van de golfbanen in Wales, geografisch ingedeeld.
Wales heeft bijna 200 golfbanen. Zij zijn lid van de Welsh Golfing Union, die in 1895 is opgericht. Alleen de Ierse Golf Federatie is ouder.

## Ryder Cup
In 2010 kreeg Wales veel aandacht toen als de 38ste Ryder Cup plaatsvond op de Celtic Manor Resort in Newport, aan de Zuidkust van Wales. De Welsh Golfing Union en de Welsh Ladies Golfing Union organiseerden in de periode daarvoor allerlei evenementen samen met andere golfbanen.

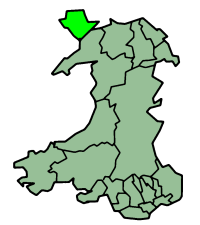
Anglesey

## Anglesey Eiland
18 holes of meer:
- Bull Bay Golf Club, Amlwch, Anglesey

## Gwynedd
18 holes of meer:
- Nefyn and District Golf Club, Pwlheli, Old & New Course
- Porthmadog Golf Club, Porthmadog
- Pwlheli Golf Club, Pwlheli

## Midden-Wales
18 holes of meer:

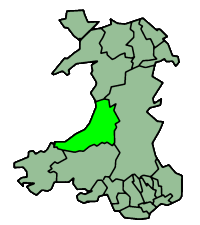
Ceredigion, Midden-Wales

- Aberdyfi/ Aberdovey Golf Club, Aberdovey
- Aberystwyth Golf Club, Aberystwyth, Ceredigion
- Borth & Ynyslas Golf Club, Borth
- Builth Wells Golf Club, Builth Wells
- Cardigan Golf Club, Cardigan
- Cradoc Golf Club, Brecon
- Llandrinnod Wells Golf Club, Llandrindod Wells
- Penrhos Golf Club, Llanrhystud, Aberystwyth
- Royal St David's Golf Club, Harlech
- Welshpool Golf Club, Welshpool

Minder dan 18 holes
- Brecon Golf Club, Brecon
- Cilgwyn Golf Club, Lampeter
- Cwmrhydneuadd Golf Club, Llandysul
- Dolgellau Golf Club, Dolgellau
- Ffestiniog Golf Club, Ffestiniog
- Knighton Golf Club, Knighton
- Machynlleth Golf Club, Machynlleth
- Maesmawr Golf Club, Caersws
- Rhosgoch Golf & Leisure Club, Builth Wells
- St Giles Golf Club, Llanidloes
- St Idloes Golf Club, Newton
- Summerhill Golf Club, Hay-on-Wye
- Welsh Border Complex, Middleton
- Bala Golf Club, Bala

## Noord-Wales
18 holes of meer:

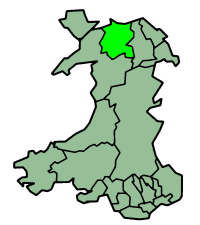
Conwyshire, Noord-Wales

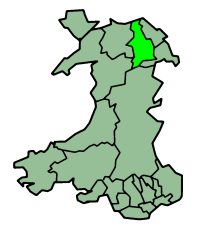
Denbighshire, Noord-Wales

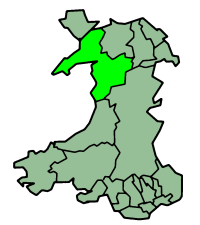
Gwynedd, Noord-Wales

- Abergele Golf Club, Abergele, Conwyshire
- Abersoch Golf Club, Abersoch
- Anglesey Golf Club, Rhosneigr
- Bryn Morfydd Golf Club, Denbigh
- Bull Way Golf Club, Amlwch
- Caernarfon Golf Club, Caernarfon, Gwynedd
- Chirk Golf Club, Chirk, Wrexham
- Clays Golf Centre, Wrexham
- Conwy Golf Club, Conwy, Caernarvonshire
- Criccieth Golf Club, Criccieth
- Denbigh Golf Club, Denbigh
- Hawarden Golf Club, Hawarden
- Henllys Hall Golf Club, Beaumaris
- Holywell Golf Club, Holywell
- Llandudno Golf Club, Llandudno
- Mold Golf Club, Mold
- Nefyn & District Golf Club, Pwlheli
- Old Padeswood Golf Club, Padeswood, Mold
- Padeswood & Buckley Golf Club, Padeswood, Mold
- Pennant Park Golf Club, Whitford, Holywell
- Porthmadog Golf Club, Porthmadog
- Prestatyn Golf Club, Prestatyn
- Pwllheli Golf Club, Pwlheli
- Rhos- on- Sea Golf Club, Llandudno
- Rhuddlan Golf Club, Rhuddlan
- St Deiniol Golf Club, Bangor
- Vale of Llangollen Golf Club, Llangollen
- Wrexham Golf Club, Wrexham

Minder dan 18 joles
- Baron Hill Golf Club, Beaumaris
- Betws- y- Coed Golf Club
- Flint Golf Club, Flint
- Knsale Golf Club, Holywell
- Llanfairechan Golf Club, Conwy
- Llangefni Golf Club, Llangefni
- Moss Valley Golf Club, Wrexham
- Northop Country Park Golf Club, Northop, Chester
- Nine of Clubs Golf Course, Mold
- Old Colwyn Golf Club, Conwy
- Penmaenmawr Golf Club, Penmaenmawr
- Penrhyn Golf Complex, Isle of Anglesey
- Plassey Golf Club, Wrexham
- Rhyl Golf Club, Rhyl, Denbighshire
- Ruthin- Pwllglas Golf Club, Pwllglas, Ruthin
- St Melyd Golf Club, Prestatyn
- Storws Wen, Brynteg
- Tyddyn Mawr Golf Club, Caernarfon
- Wepre Golf Club, Connah's Quay

?? Holeyhead Golf Club, Holyhead, 0 / 0

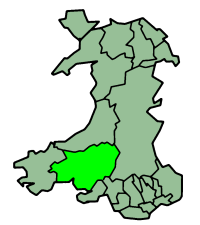
Carmarthenshire, West-Wales

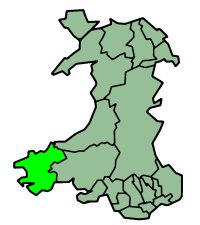
Pembrokeshire, West-Wales

## West-Wales
18 holes of meer:
- Ashburnham Golf Club, Burry Port
- Carmarthen Golf Club, Carmarthen
- Derllys Court Golf Club, Carmarthen
- Garnant Park Golf Club, Ammanford
- Glyn Abbey Golf Club, Trimsaran (Llanelli)
- Glynhir Golf Club, Ammanford
- Haverfordwest Golf Club, Haverfordwest, Pembrokeshire
- Milford Haven Golf Club, Milford Haven
- South Pembrokeshire Golf Club, Pembroke Dock
- Tenby Golf Club, Tenby
- Trefloyne Park Golf Club, Penally, Tenby

Minder dan 18 joles
- Dawn Dusk Golf Club, Rosemarket, Milford Haven, Pembrokeshire
- Llandovery College Golf Club, Llandovery
- Mayfield Golf & Driving Range, Haverfordwest
- Newport (Pembs) Golf Club, Newport
- Priskilly Forest Country House & Golf Club, Haverfordwest
- Saron Golf Club, Llandysul
- St Davids City Golf Club, St Davids

## Zuid-Wales
18 holes of meer:
- Aberdare Golf Club, Aberdare
- Alice Springs Golf Club, Usk
- Bargoed Golf Club, Bargoed
- Bryn Hill Golf Club, Barry
- Bryn Meadows Golf & Country Hotel, Hengoed
- Caerphilly Golf Club, Caerphilly
- Cardiff Golf Club, Cardiff
- Celtic Manor Resort, Newport
- Clyne Golf Club, Swansea

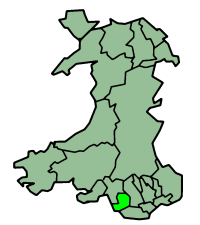
Bridgend, Zuid-Wales

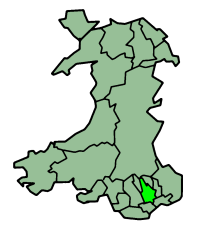
Caerphilly, Zuid-Wales

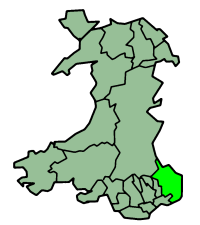
Monmouthshire, Zuid-Wales

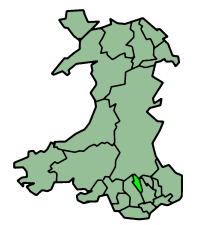
Merthyr Tydfil, Zuid-Wales

- Coed- y- Mwstwr Golf Club, Bridgend
- Cottrell Park Golf Club, Cardiff
- Creigiau Golf Course, Cardiff
- Dewstow Golf Club, Caerwent, Newport
- Dinas Powys Golf Club, Dinas Powys
- Earlswood Golf Club, Neath
- Fairwood Park Golf Club, Swansea
- Glamorganshire Golf Club, Penarth Cardiff
- Glynneath Golf Club, Glynneath
- Gower Golf Club, Swansea
- Greenmeadow Golf & Country Club, Cwmbran
- Grove Golf Club, South Cornelly, Porthcawl
- I.N.C.O. Golf Club, Swansea
- Lakeside Golf Club, Port Talbot
- Langland Bay Golf Club, Swansea
- Llanished Golf Club, Cardiff
- Llantrisant & Pontyclun Golf Club, Talbot Green
- Llanwerd Golf Club, Newport
- Maesteg Golf Club, Maesteg
- Marriott St Pierre Golf, Hotel en Country Club, Chepstow, Monmouthshire
- Merthyr Tydfil (Clsanws) Golf Club, Merthyr Tydfil
- Monmouth Golf Club, Monmouth
- Monmouthshire Golf Club, Abergavenny
- Moralis Castle, Merthyr Tydfil
- Morriston Golf Club, Swansea
- Mountain Ash Golf Club, Mountain Ash
- Mountain Lakes Golf Club, Heol Penbryn, Caerphilly
- Neath Golf Club, Neath
- Newport Golf Club, Newport
- Parc Golf Club, Newport
- Pennard Golf Club, Swansea
- Peterstone Lakes Golf Club, Cardiff
- Pontardawe Golf Club, Swansea
- Pontypool Golf Club, Pontypool
- Pontypridd Golf Club, Pontypridd
- Pyle & Kedfig Golf Club, Kenfig, Bridgend
- Radyr Golf Club, Cardiff
- Raf St Athan Golf Club, Barry
- Raglan Parc Golf Club, Raglan, Abergavenny, Monmouthshire
- Rhondda Golf Club, Merthyr Tydfil
- Rolls of Monmouth Golf Club, Monmouth
- Royal Porthcawl Golf Club, Porthcawl
- Shirenewton Golf Club, Chepstow, Monmouthshire
- Southerdown Golf Club, Ewenny, Bridgend
- St Mary's Hotel Golf & Country Club, Pencoed, Bridgend
- St Mellons Golf Club, Cardiff
- Swansea Bay Golf Club, Neath
- Tredegar & Rhymney Golf Club, Rhymney
- Tredegar Park Golf Club, Newport
- Vale Hotel Golf & Country Club, Hensel, Bridgend
- Wenvoe Castle Golf Club, Cardiff
- Wernddu Golf Centre, Abergavenny
- West Monmouthshire Golf Club, Nantyglo
- Whitchurch Golf Club, Cardiff
- Woodlake Park Golf & Country Club, Pontypool

Minder dan 18 joles
- Graban Golf Club, Swansea
- Blackwood Golf Club, Blackwood
- Bridgend Golf Complex, Bridgend
- British Steel Golf Club, Port Talbot
- Caerleon Golf Club, Caerleon, Newport
- Castell Coch Golf Club, Cardiff
- Castell Heights Golf Club, Caerphilly
- Gowerton Golf Centre, Swansea
- Llanyrafon Golf Course, Cwmbran
- Oakdale Golf Club, Blackwood
- Old Rectory Hotel & Conference Centre, Crickhowell
- Palleg Golf Club, Lower Cwmtwrch, Swansea
- Pontnewydd Golf Club, Cwmbran
- Ridgeway Golf Club, Caerphilly
- South Wales Golf Range, Barry
- St Andrews Major Golf Club, Barry
- Virginia Park Golf Club, Caerphilly
- Whitehall Golf Club, Treharris, Caerphilly
- Whitehills Golf Club, Llaharan, Pontypridd